# International Bank Account Number

Typická hlavička britského výpisu z banky (z fiktivní banky), která ukazuje umístění IBAN účtu

Mezinárodní číslo bankovního účtu (IBAN z anglického International Bank Account Number) je mezinárodně dohodnutý systém identifikace bankovních účtů přes státní hranice, který usnadňuje komunikaci a zpracování zahraničních transakcí se sníženým rizikem chyb při přepisu. Původně byl přijat Evropským výborem pro bankovní standardy (ECBS) a později jako mezinárodní norma podle ISO 13616:1997. Současná norma je ISO 13616:2007, která označuje SWIFT jako oficiálního registrátora. Původně byl vyvinut s cílem usnadnit platby v rámci Evropské unie a byl proveden většinou evropských zemí a mnoha zeměmi v jiných částech světa, zejména na Blízkém východě a v Karibiku. V září 2020 používalo systém IBAN 78 zemí.
IBAN se skládá až z 34 alfanumerických znaků, které obsahují kód země, dvě kontrolní číslice, označení domácího bankovního účtu (včetně identifikátoru pobočky a potenciálních informací o směrování). Kontrolní číslice umožňují kontrolu čísla bankovního účtu k potvrzení jeho integrity před odesláním transakce.

## Historie
Před IBANem byly pro některé uživatele matoucí různé národní standardy pro identifikaci bankovních účtů (tj. banka, pobočka, směrovací kódy a číslo účtu). To často vedlo k tomu, že v platbách chyběly potřebné informace o směrování. Informace o směrování podle normy ISO 9362 (známé také jako kódy podnikového identifikátoru (kód BIC), SWIFT ID nebo SWIFT kód a SWIFT-BIC) nevyžadují pro transakci specifický formát, takže identifikace účtů a typů transakcí je ponechána na dohody transakčních partnerů. Neobsahuje ani kontrolní číslice, takže chyby při přepisu nebyly detekovatelné a odesílající banka nemohla před odesláním platby ověřit směrovací informace. Chyby směrování způsobily zpožděné platby a vznikly dodatečné náklady pro odesílající a přijímající banky a často zprostředkující směrovací banky.
V roce 1997 vydala Mezinárodní organizace pro normalizaci (ISO) standard ISO 13616:1997, aby překonala tyto obtíže. Tento návrh měl určitou flexibilitu, o níž se Evropský výbor pro bankovní standardy (ECBS) domníval, že by to nebylo proveditelné, a vytvořili „zúženou“ verzi normy, která mimo jiné povolovala pouze velká písmena a vyžadovala že IBAN pro každou zemi mají pevnou délku. ISO 13616:1997 byla následně stažena a nahrazena ISO 13616:2003.
Norma byla znovu revidována v roce 2007, kdy byla rozdělena na dvě části. ISO 13616-1:2007 „specifikuje prvky mezinárodního čísla bankovního účtu (IBAN) používané k usnadnění mezinárodního zpracování dat při výměně dat, ve finančním prostředí, jakož i uvnitř a mezi jinými průmyslovými odvětvími“, ale „nespecifikuje vnitřní postupy, techniky organizace souborů, paměťová média, jazyky atd., které mají být použity při jeho implementaci.“ ISO 13616-2:2007 popisuje „Registrační úřad (RA) odpovědný za registrování formátů IBAN, které jsou v souladu s ISO 13616-1 a postupy pro registraci formátů IBAN vyhovujících ISO 13616.“ Oficiálním registrátorem IBAN podle normy ISO 13616-2:2007 je SWIFT.
IBAN ukládá flexibilní, ale pravidelný formát dostatečný pro identifikaci účtu a obsahuje informace o ověření, aby se zabránilo chybám při přepisu. Přináší všechny směrovací informace potřebné k získání platby z jedné banky do druhé, kdekoli to může být; obsahuje klíčové údaje o bankovním účtu, jako je kód země, kódy pobočky (známé jako třídicí kódy ve Velké Británii a Irsku) a čísla účtu a obsahuje kontrolní číslice, které lze ověřit u zdroje podle jediného standardního postupu. Pokud byly použity, snížily chyby při přeshraničním převodu peněz na méně než 0,1 % celkových plateb.

## Využití

### Evropský hospodářský prostor (EHP)
Banky většiny zemí v Evropě zveřejňují čísla účtů ve formátu IBAN i identifikátory identifikované na vnitrostátní úrovni, což je v Evropském hospodářském prostoru povinné.
Každodenní správa bankovnictví v britských zámořských teritoriích se liší podle území; někteří, jako například Jižní Georgie a Jižní Sandwichovy ostrovy, mají příliš malou populaci na to, aby zaručovaly bankovní systém, zatímco jiní, například Bermuda, mají prosperující finanční sektor. Použití IBAN je na místní samosprávě – Gibraltar, který je součástí Evropské unie, je povinen používat IBAN. Od dubna 2013 se žádná jiná britská zámořská území nerozhodla používat IBAN. Banky v karibském Nizozemsku nepoužívají IBAN.

### Jednotná oblast plateb v Eurech (SEPA)
Nařízení o platbách v eurech bylo základem rozhodnutí o vytvoření jednotné oblasti plateb v Eurech (SEPA). Evropská centrální banka vytvořila mezibankovní síť TARGET2, která sjednocuje technickou infrastrukturu 26 centrálních bank Evropské unie (ačkoli se Švédsko a Velká Británie rozhodly pro neúčast). SEPA je samoregulační iniciativa bankovního sektoru Evropy zastoupená v Evropské radě pro platby (EPC). Evropská unie učinila tento systém závazným na základě směrnice o platebních službách zveřejněné v roce 2007. Od ledna 2008 musí všechny země podporovat převod SEPA a inkaso SEPA musí být podporováno od listopadu 2009. Nařízení o platbách SEPA zvyšuje strop poplatků (stejné cena za tuzemské i zahraniční platby) do 50 000 EUR.
Na základě dalšího rozhodnutí Evropského parlamentu systém IBAN pro bankovní účty plně nahradil vnitrostátní číslovací systémy od 31. prosince 2012. Dne 16. prosince 2010 Evropská komise zveřejnila navrhovaná nařízení, podle nichž bude podpora IBAN povinná pro tuzemský převod do roku 2013 a pro tuzemský inkaso do roku 2014 (s přechodným obdobím 12 a 24 měsíců). Některé země již svůj tradiční bankovní účet nahradily IBANem. Patří sem Švýcarsko, kde byl IBAN zaveden pro vnitrostátní převod peněz dne 1. ledna 2006 a podpora starých čísel bankovních účtů není od 1. ledna 2010 vyžadována.
V období do 1. února 2014 se ukázalo, že mnoha starým číslům bankovních účtů nebyly přiděleny čísla IBAN, což je problém, který je třeba řešit podle jednotlivých zemí. Například v Německu Deutsche Bundesbank a Německý Výbor Pro Bankovní Průmysl požadují, aby všichni držitelé německých kódů bank („Bankleitzahl“) zveřejňovali specifika svého formátu generování IBAN, přičemž berou v úvahu nejen generování kontrolních číslic, ale také nakládání se staršími bankovními kódy, což třetím stranám umožňuje vytvářet IBAN nezávisle na bance. První takový katalog byl zveřejněn v červnu 2013 jako varianta starého katalogu kódů bank („Bankleitzahlendatei“).

### Země mimo EHP
Banky v mnoha neevropských zemích, včetně většiny států Blízkého východu, severní Afriky a Karibiku, zavedly pro identifikaci účtů formát IBAN. Míra, do které banka ověřuje platnost čísla bankovního účtu příjemce, závisí na konfiguraci softwaru odesílající banky - mnoho hlavních softwarových balíčků poskytuje ověření bankovního účtu jako standardní funkci. Některé banky mimo Evropu nemusí IBAN rozpoznat, i když se očekává, že se časem sníží. Neevropské banky obvykle přijímají IBAN pro účty v Evropě, přestože s IBAN nemusí zacházet jinak než s jinými čísly bankovních účtů v zahraničí. Zejména nemusí zkontrolovat platnost čísla IBAN před odesláním převodu.
Banky ve Spojených státech nepoužívají IBAN jako čísla účtů pro americké účty. Jakékoli přijetí standardu IBAN americkými bankami by pravděpodobně iniciovala ANSI ASC X9, organizace pro vývoj standardů finančních služeb USA: pracovní skupina (X9B20) byla zřízena jako podvýbor X9 pro generování konstrukce IBAN pro bankovní účty v USA.
Kanadské finanční instituce nepřijaly IBAN a nepoužívají směrovací čísla vydaná společností Payments Canada pro vnitrostátní převody a SWIFT pro mezinárodní převody. V Kanadě neexistují formální vládní nebo soukromé regulační požadavky, aby hlavní banky používaly IBAN.
Austrálie a Nový Zéland nepoužívají IBAN. Používají kódy pobočky státu banky pro vnitrostátní převody a SWIFT pro mezinárodní převody.

## Formát IBAN
IBAN je tvořen maximálně 34 znaky, kterými mohou být číslice a velká písmena. Při elektronickém zpracování se používá zásadně bez mezer, v písemných materiálech je zvykem ho pro přehlednost dělit do čtyřznakových skupin rozdělených mezerami. IBAN začíná dvoupísmenným kódem země podle standardu ISO 3166-1 alpha-2, dále následují dvě kontrolní číslice a maximálně třicetiznaková identifikace účtu v rámci příslušného státu (tzv. BBAN – Basic Bank Account Number) – délka a struktura této části se v jednotlivých zemích liší, každý stát však musí mít délku své části pevně danou.

### BBAN (Základní číslo bankovního účtu)
Základní vnitrozemské číslo účtu se v kontextu standardu IBAN označuje jako „BBAN“ (Basic Bank Account Number). O jeho formátu rozhoduje národní centrální banka nebo určený platební orgán každé země a neexistuje žádná konzistence mezi jednotlivými státy. Vnitrostátní orgán může podrobnosti svého formátu BBAN zaregistrovat u SWIFT, není však povinen tak učinit. Může přijmout IBAN bez registrace. SWIFT také funguje jako registrační autorita pro systém SWIFT, který používá většina zemí, které nepřijaly IBAN. Hlavní rozdíl mezi těmito dvěma systémy spočívá v tom, že v rámci SWIFT není požadováno, aby BBAN používané v zemi měly předem definovanou délku.
BBAN musí mít pevnou délku pro danou zemi a musí obsahovat alfanumerické znaky nerozlišující malá a velká písmena. Zahrnuje číslo domácího bankovního účtu, identifikátor pobočky a potenciální směrovací informace. Každá země může mít jiný národní systém směrování / číslování účtů, maximálně 30 alfanumerických znaků.

### Struktura IBAN pro jednotlivé státy
| Stát                         | Délka IBAN | Struktura                                 | Příklad                                   |
| ---------------------------- | ---------- | ----------------------------------------- | ----------------------------------------- |
| Albánie                      | 28         | ALkk bbbp pppc uuuu uuuu uuuu uuuu        | AL47 2121 1009 0000 0002 3569 8741        |
| Andorra                      | 24         | ADkk bbbb pppp uuuu uuuu uuuu             | AD12 0001 2030 2003 5910 0100             |
| Ázerbájdžán                  | 28         | AZkk bbbb uuuu uuuu uuuu uuuu uuuu        | AZ21 NABZ 0000 0000 1370 1000 1944        |
| Bahrajn                      | 22         | BHkk bbbb uuuu uuuu uuuu uu               | BH67 BMAG 0000 1299 1234 56               |
| Belgie                       | 16         | BEkk bbbu uuuu uucc                       | BE68 5390 0754 7034                       |
| Bělorusko                    | 28         | BYkk bbbb pppp uuuu uuuu uuuu uuuu        | BY13 NBRB 3600 9000 0000 2Z00 AB00        |
| Bosna a Hercegovina          | 20         | BAkk bbbp ppuu uuuu uucc                  | BA39 1290 0794 0102 8494                  |
| Brazílie                     | 29         | BRkk bbbb bbbb pppp puuu uuuu uuut m      | BR18 0036 0305 0000 1000 9795 493C 1      |
| Britské Panenské ostrovy     | 24         | VGkk bbbb uuuu uuuu uuuu uuuu             | VG96 VPVG 0000 0123 4567 8901             |
| Bulharsko                    | 22         | BGkk bbbb pppp uuuu uuuu uu               | BG80 BNBG 9661 1020 3456 78               |
| Burundi                      | 27         | BIkk bbbb bppp ppuu uuuu uuuu uuu         | BI42 1000 0100 0100 0033 2045 181         |
| Černá Hora                   | 22         | MEkk bbbu uuuu uuuu uuuu cc               | ME25 5050 0001 2345 6789 51               |
| Česko                        | 24         | CZkk bbbb rrrr rruu uuuu uuuu             | CZ65 0800 0000 1920 0014 5399             |
| Dánsko                       | 18         | DKkk bbbb uuuu uuuu uc                    | DK50 0040 0440 1162 43                    |
| Dominikánská republika       | 28         | DOkk bbbb uuuu uuuu uuuu uuuu uuuu        | DO28 BAGR 0000 0001 2124 5361 1324        |
| Džibutsko                    | 27         | DJkk bbbb bppp ppuu uuuu uuuu uuu         | DJ21 0001 0000 0001 5400 0100 186         |
| Egypt                        | 29         | EGkk bbbb pppp uuuu uuuu uuuu uuuu u      | EG38 0019 0005 0000 0000 2631 8000 2      |
| Estonsko                     | 20         | EEkk bbuu uuuu uuuu uuuu                  | EE38 2200 2210 2014 5685                  |
| Falklandy                    | 18         | FKkk bbuu uuuu uuuu uu                    | FK88 SC12 3456 7890 12                    |
| Finsko                       | 18         | FIkk bbbb bbuu uuuu uc                    | FI21 1234 5600 0007 85                    |
| Francie                      | 27         | FRkk bbbb bppp ppuu uuuu uuuu ucc         | FR14 2004 1010 0505 0001 3M02 606         |
| Gibraltar                    | 23         | GIkk bbbb uuuu uuuu uuuu uuu              | GI75 NWBK 0000 0000 7099 453              |
| Gruzie                       | 22         | GEkk bbuu uuuu uuuu uuuu uu               | GE29 NB00 0000 0101 9049 17               |
| Guatemala                    | 28         | GTkk bbbb uuuu uuuu uuuu uuuu uuuu        | GT82 TRAJ 0102 0000 0012 1002 9690        |
| Chorvatsko                   | 21         | HRkk bbbb bbbu uuuu uuuu u                | HR12 1001 0051 8630 0016 0                |
| Irák                         | 23         | IQkk bbbb pppu uuuu uuuu uuu              | IQ98 NBIQ 8501 2345 6789 012              |
| Irsko                        | 22         | IEkk bbbb pppp ppuu uuuu uu               | IE29 AIBK 9311 5212 3456 78               |
| Island                       | 26         | ISkk bbbb ppuu uuuu mmmm mmmm mm          | IS14 0159 2600 7654 5510 7303 39          |
| Itálie                       | 27         | ITkk cbbb bbpp pppu uuuu uuuu uuu         | IT60 X054 2811 1010 0000 0123 456         |
| Izrael                       | 23         | ILkk bbbp ppuu uuuu uuuu uuu              | IL62 0108 0000 0009 9999 999              |
| Jemen                        | 30         | YEkk bbbb pppp uuuu uuuu uuuu uuuu uu     | YE15 CBYE 0001 0188 6123 4567 8912 34     |
| Jordánsko                    | 30         | JOkk bbbb pppp uuuu uuuu uuuu uuuu uu     | JO94 CBJO 0010 0000 0000 0131 0003 02     |
| Katar                        | 29         | QAkk bbbb uuuu uuuu uuuu uuuu uuuu u      | QA58 DOHB 0000 1234 5678 90AB CDEF G      |
| Kazachstán                   | 20         | KZkk bbbu uuuu uuuu uuuu                  | KZ86 125K ZT50 0410 0100                  |
| Kosovo                       | 20         | XKkk bbpp uuuu uuuu uucc                  | XK05 1212 0123 4567 8906                  |
| Kostarika                    | 22         | CRkk xbbb uuuu uuuu uuuu uu               | CR05 0152 0200 1026 2840 66               |
| Kuvajt                       | 30         | KWkk bbbb uuuu uuuu uuuu uuuu uuuu uu     | KW81 CBKU 0000 0000 0000 1234 5601 01     |
| Kypr                         | 28         | CYkk bbbp pppp uuuu uuuu uuuu uuuu        | CY17 0020 0128 0000 0012 0052 7600        |
| Libanon                      | 28         | LBkk bbbb uuuu uuuu uuuu uuuu uuuu        | LB62 0999 0000 0001 0019 0122 9114        |
| Libye                        | 25         | LYkk bbbp ppuu uuuu uuuu uuuu u           | LY83 0020 4800 0020 1001 2036 1           |
| Lichtenštejnsko              | 21         | LIkk bbbb buuu uuuu uuuu u                | LI21 0881 0000 2324 013A A                |
| Litva                        | 20         | LTkk bbbb buuu uuuu uuuu                  | LT12 1000 0111 0100 1000                  |
| Lotyšsko                     | 21         | LVkk bbbb uuuu uuuu uuuu u                | LV80 BANK 0000 4351 9500 1                |
| Lucembursko                  | 20         | LUkk bbbu uuuu uuuu uuuu                  | LU28 0019 4006 4475 0000                  |
| Maďarsko                     | 28         | HUkk bbbp pppc uuuu uuuu uuuu uuuc        | HU42 1177 3016 1111 1018 0000 0000        |
| Malta                        | 31         | MTkk bbbb pppp puuu uuuu uuuu uuuu uuu    | MT84 MALT 0110 0001 2345 MTLC AST0 01S    |
| Mauricius                    | 30         | MUkk bbbb bbpp uuuu uuuu uuuu xxxn nn     | MU17 BOMM 0101 1010 3030 0200 000M UR     |
| Mauritánie                   | 27         | MR13 bbbb bppp ppuu uuuu uuuu ucc         | MR13 0002 0001 0100 0012 3456 753         |
| Moldavsko                    | 24         | MDkk bbuu uuuu uuuu uuuu uuuu             | MD24 AG00 0225 1000 1310 4168             |
| Monako                       | 27         | MCkk bbbb bppp ppuu uuuu uuuu ucc         | MC58 1122 2000 0101 2345 6789 030         |
| Mongolsko                    | 20         | MNkk bbbb uuuu uuuu uuuu                  | MN12 1234 1234 5678 9123                  |
| Německo                      | 22         | DEkk bbbb bbbb uuuu uuuu uu               | DE89 3704 0044 0532 0130 00               |
| Nikaragua                    | 28         | NIkk bbbb uuuu uuuu uuuu uuuu uuuu        | NI45 BAPR 0000 0013 0000 0355 8124        |
| Nizozemsko                   | 18         | NLkk bbbb uuuu uuuu uu                    | NL91 ABNA 0417 1643 00                    |
| Norsko                       | 15         | NOkk bbbb uuuu uuc                        | NO93 8601 1117 947                        |
| Omán                         | 23         | OMkk bbbu uuuu uuuu uuuu uuu              | OM81 0180 0000 0129 9123 456              |
| Pákistán                     | 24         | PKkk bbbb uuuu uuuu uuuu uuuu             | PK36 SCBL 0000 0011 2345 6702             |
| Palestina                    | 29         | PSkk bbbb uuuu uuuu uuuu uuuu uuuu u      | PS92 PALS 0000 0000 0400 1234 5670 2      |
| Polsko                       | 28         | PLkk bbbb bbbb uuuu uuuu uuuu uuuu        | PL61 1090 1014 0000 0712 1981 2874        |
| Portugalsko                  | 25         | PT50 bbbb pppp uuuu uuuu uuuc c           | PT50 0002 0123 1234 5678 9015 4           |
| Rakousko                     | 20         | ATkk bbbb buuu uuuu uuuu                  | AT61 1904 3002 3457 3201                  |
| Rumunsko                     | 24         | ROkk bbbb uuuu uuuu uuuu uuuu             | RO49 AAAA 1B31 0075 9384 0000             |
| Rusko                        | 33         | RUkk bbbb bbbb bppp ppuu uuuu uuuu uuuu u | RU17 0445 2522 5408 1781 0538 0913 1041 9 |
| Řecko                        | 27         | GRkk bbbp pppu uuuu uuuu uuuu uuu         | GR16 0110 1250 0000 0001 2300 695         |
| Salvador                     | 28         | SVkk bbbb uuuu uuuu uuuu uuuu uuuu        | SV62 CENR 0000 0000 0000 0070 0025        |
| San Marino                   | 27         | SMkk cbbb bbpp pppu uuuu uuuu uuu         | SM86 U032 2509 8000 0000 0270 100         |
| Saúdská Arábie               | 24         | SAkk bbuu uuuu uuuu uuuu uuuu             | SA03 8000 0000 6080 1016 7519             |
| Severní Makedonie            | 19         | MKkk bbbu uuuu uuuu ucc                   | MK07 2501 2000 0058 984                   |
| Seychely                     | 31         | SCkk bbbb bbpp uuuu uuuu uuuu uuuu nnn    | SC18 SSCB 1101 0000 0000 0000 1497 USD    |
| Slovensko                    | 24         | SKkk bbbb rrrr rruu uuuu uuuu             | SK31 1200 0000 1987 4263 7541             |
| Slovinsko                    | 19         | SIkk bbbb buuu uuuu ucc                   | SI56 2633 0001 2039 086                   |
| Somálsko                     | 23         | SOkk bbbb pppu uuuu uuuu uuu              | SO21 1000 0010 0100 0100 141              |
| Spojené arabské emiráty      | 23         | AEkk bbbu uuuu uuuu uuuu uuu              | AE07 0331 2345 6789 0123 456              |
| Spojené království           | 22         | GBkk bbbb pppp ppuu uuuu uu               | GB29 NWBK 6016 1331 9268 19               |
| Srbsko                       | 22         | RSkk bbbu uuuu uuuu uuuu cc               | RS35 2600 0560 1001 6113 79               |
| Súdán                        | 18         | SDkk bbuu uuuu uuuu uu                    | SD21 2901 0501 2340 01                    |
| Svatá Lucie                  | 32         | LCkk bbbb uuuu uuuu uuuu uuuu uuuu uuuu   | LC55 HEMM 0001 0001 0012 0012 0002 3015   |
| Svatý Tomáš a Princův ostrov | 25         | STkk bbbb pppp uuuu uuuu uuuu u           | ST23 0001 0001 0051 8453 1014 6           |
| Španělsko                    | 24         | ESkk bbbb pppp ccuu uuuu uuuu             | ES91 2100 0418 4502 0005 1332             |
| Švédsko                      | 24         | SEkk bbbu uuuu uuuu uuuu uuuc             | SE45 5000 0000 0583 9825 7466             |
| Švýcarsko                    | 21         | CHkk bbbb buuu uuuu uuuu u                | CH93 0076 2011 6238 5295 7                |
| Tunisko                      | 24         | TN59 bbpp puuu uuuu uuuu uucc             | TN59 1000 6035 1835 9847 8831             |
| Turecko                      | 26         | TRkk bbbb bxuu uuuu uuuu uuuu uu          | TR33 0006 1005 1978 6457 8413 26          |
| Ukrajina                     | 29         | UAkk bbbb bbuu uuuu uuuu uuuu uuuu u      | UA21 3223 1300 0002 6007 2335 6600 1      |
| Vatikán                      | 22         | VAkk bbbu uuuu uuuu uuuu uu               | VA59 0011 2300 0012 3456 78               |
| Východní Timor               | 23         | TL38 bbbu uuuu uuuu uuuu ucc              | TL38 0080 0123 4567 8910 157              |

Poznámky
1. ↑  Kód XK označující v IBANu Kosovo je v ISO 3166-1 tzv. „uživatelsky definovaný kód“, neboť Kosovo dosud v ISO 3166-1 standardní kód přiřazen nemá

Vysvětlivky
- k – kontrolní číslice definované IBAN (v některých zemích obsahuje už národní číslo účtu kontrolní číslice používající stejný systém, v těchto zemích pak tyto kontrolní číslice vycházejí u všech platných IBAN stejně, např. všechna portugalská IBAN začínají PT50)
- b – kód banky
- p – kód pobočky
- r – předčíslí čísla účtu
- u – číslo účtu
- m – identifikátor majitele účtu (např. rodné číslo)
- t – typ účtu
- c – kontrolní číslice definované národní bankou
- n – kód měny
- x – rezerva, nepoužívá se

#### Závislá území
Některé státy a závislá území s vlastním ISO kódem sdílejí formát čísla účtu s jiným státem a přebírají i jeho formát IBAN, ve kterém se případně liší pouze kódem státu (u Normanských ostrovů se používá britský nebo francouzský formát podle toho, kde příslušná banka provádí clearing):
| Země                                  | Kód   | Přebírá formát od      |
| ------------------------------------- | ----- | ---------------------- |
| Faerské ostrovy                       | FO    | Dánsko                 |
| Francouzská Guyana                    | FR    | Francie                |
| Francouzská jižní a antarktická území | FR    | Francie                |
| Francouzská Polynésie                 | FR    | Francie                |
| Grónsko                               | GL    | Dánsko                 |
| Guadeloupe                            | FR    | Francie                |
| Guernsey                              | GB FR | Velká Británie Francie |
| Jersey                                | GB FR | Velká Británie Francie |
| Man                                   | GB    | Velká Británie         |
| Martinik                              | FR    | Francie                |
| Mayotte                               | FR    | Francie                |
| Nová Kaledonie                        | FR    | Francie                |
| Réunion                               | FR    | Francie                |
| Saint Pierre a Miquelon               | FR    | Francie                |
| Svatý Bartoloměj                      | FR    | Francie                |
| Svatý Martin (francouzská část)       | FR    | Francie                |
| Wallis a Futuna                       | FR    | Francie                |

### Výpočet kontrolních číslic
Přímo standard IBAN definuje dvě kontrolní číslice (na třetím a čtvrtém místě, hned za kódem země), které se vypočítají systémem ISO 7064 mod 97, 10. Tento algoritmus pracuje následovně: Z IBAN (ve formátu bez mezer) se nejdříve první čtyři znaky přesunou na konec, načež se všechna písmena nahradí čísly (A = 10, B = 11, …, Z = 35) a vypočítá se zbytek po dělení výsledného čísla číslem 97. U platného IBAN tento zbytek musí být roven jedné. (Pro výpočet kontrolních číslic stačí jako kontrolní číslice dosadit nuly, spočítat zbytek po dělení a ten odečíst od 98.)
Příklad: IBAN NL91 ABNA 0417 1643 00, po odstranění mezer a přesunutí první části na konec ABNA0417164300NL91, nahrazením písmen za čísla vznikne 101123100417164300232191. Nakonec se vypočítá zbytek po dělení: 101123100417164300232191 mod 97 = 1 (protože 101123100417164300232191 = 97 · 1042506189867673198270 + 1), takže toto IBAN je platné. (V praxi lze zbytek počítat postupně po jednotlivých znacích IBAN, s využitím Hornerova schématu.)